# کوژنتنگک
کوژنتنگک (به لهستانی:  Kurzętnik) یک روستا در لهستان است که در گمینا کوژنتنگک واقع شده‌است.
 کوژنتنگک  ۳٬۰۶۵ نفر جمعیت دارد.